# Michel Duboullay
Michel Duboullay ou Du Boullay, né à Paris vers le milieu du XVIIe siècle et mort à Rome au début du XVIIIe, est un librettiste français.
Secrétaire du Grand Prieur de Vendôme, Duboullay a fait les paroles de deux opéras : Zéphyre et Flore, ballet en trois actes et un prologue, musique de Louis Lully et Jean-Louis Lully, joué le 22 mars 1688 et remis au théâtre par l’Académie royale de musique le mardi 18 juin 1715 (Paris, P. Ribou, 1715) ; Orphée, tragédie en trois actes, musique de Louis Lully, représentée en 1690.

## Source
- Jacques-Bernard Durey de Noinville, Louis Travenol, Histoire du Théâtre de l’opéra en France depuis l’établissement de l’Académie, Paris, Duchesne, 1752, tome I, p. 191.